# Weifang Airport
Weifang Airport är en flygplats i Kina. Den ligger i provinsen Shandong, i den östra delen av landet, omkring 190 kilometer öster om provinshuvudstaden Jinan. Weifang Airport ligger 40 meter över havet.
Runt Weifang Airport är det tätbefolkat, med 530 invånare per kvadratkilometer. Närmaste större samhälle är Weifang, 7,2 km norr om Weifang Airport. Trakten runt Weifang Airport består till största delen av jordbruksmark.
Genomsnittlig årsnederbörd är 689 millimeter. Den regnigaste månaden är juli, med i genomsnitt 232 mm nederbörd, och den torraste är januari, med 10 mm nederbörd.